# Peter de Roo
Peter de Roo (* 1839 in Belgien; † 7. September 1926 in Portland (Oregon)) war ein aus Belgien stammender, in den USA lebender katholischer Priester und Amateurhistoriker.

## Leben
Peter de Roo ging 1872 als Priester in das Bistum Baker City nach Oregon, wo er mit Ausnahme einiger Jahre zur Forschung am Vatikanischen Archiv bis zu seinem Ruhestand tätig war. Von 1873 bis 1886 war er Pfarrer von St. Francis de Sales in Baker City, danach Pfarrer von St. Mary’s in Pendleton. 1881 erhielt er den Ehrentitel Monsignore.

## Werk
Peter de Roo verfasste eine zweibändige Geschichte von Amerika vor Christoph Kolumbus und ein fünfbändiges Werk zur Verteidigung Papst Alexanders VI. (Rodrigo Borgia).
History of America before Columbus
Das zweibändige Werk gibt einen Überblick über die klassischen Schriftsteller (z. B. Platon) und zitiert längere Auszüge aus Timaios und Kritias zur Unterstützung seiner Schlussfolgerung, dass die alten Griechen Wissen von Amerika hatten und dass die Atlantis-Geschichte ein Ausdruck dafür war.
Material for a History of Pope Alexander VI, his Relatives and his Time
Das 1924 erschienene Werk umfasst fünf Bände mit den folgenden Titeln:
1. Family de Borgia
2. From the cradle to the throne
3. Pope Alexander VI as a supreme pontiff
4. Pope Alexander VI as a temporal prince
5. Alexander VI and the Turks. His death and character

Hierin werden angeblich unter anderem folgende in der Geschichtsschreibung als Fakten anerkannte Tatsachen widerlegt.:
- Er hatte zahlreiche Mätressen (Vanozza de’ Cattanei, Giulia Farnese).
- Cesare und Lucrezia Borgia sind seine leiblichen Kinder (von Vanozza de’ Cattanei).
- Er kaufte sich sein Papstamt (Vorwurf der Simonie).

Dem italienischen Autorenduo Monaldi & Sorti verwendeten sein Werk in ihrem Roman Die Zweifel des Salai. Wesentliche angebliche „Erkenntnisse“ von de Roo sind in die Romanhandlung eingeflossen. Die Arbeit de Roos und deren angeblich auffällige Nicht-Berücksichtigung in der Forschung wird im Anhang („Ein Apolog“) besprochen.

## Veröffentlichungen
- History of America before Columbus, according to documents and approved authors. J. B. Lippincott, Philadelphia and London 1900, (Digitalisat Band 1, Band 2).
- Material for a History of Pope Alexander VI, his Relatives and his Time. 5 Bände, Desclée, De Brouwer and Co., Brügge 1924 (Digitalisat); dazu die Rezension von Frederic C. Church: Material for a History of Pope Alexander VI., his Relatives and his Time by Peter de Roo. In: The American Historical Review, Jg. 31 (1925), S. 117–120.